# Pływanie na Letnich Igrzyskach Olimpijskich 1972 – 200 m stylem motylkowym kobiet
200 m stylem motylkowym kobiet – jedna z konkurencji pływackich rozgrywanych podczas XX Igrzysk Olimpijskich w Monachium. Eliminacje i finał odbyły się 4 września 1972 roku.
Podium zostało zdominowane przez reprezentantki Stanów Zjednoczonych. Złoty medal wywalczyła Karen Moe, czasem 2:15,57 min poprawiając o ponad sekundę własny rekord świata. Srebro zdobyła Lynn Colella (2:16,34), a brąz Ellie Daniel, która zakończyła wyścig finałowy z wynikiem 2:16,74.
Wcześniej, podczas eliminacji rekord olimpijski ustanowiły kolejno: Rosemarie Kother z NRD i Amerykanka Ellie Daniel.

## Rekordy
Przed zawodami rekord świata i rekord olimpijski wyglądały następująco:
| Rekord            | Zawodniczka | Czas    | Miejsce | Data                 |       |
| ----------------- | ----------- | ------- | ------- | -------------------- | ----- |
| Rekord świata     | Karen Moe   | 2:16,62 | Chicago | 6 sierpnia 1972      | [ 1 ] |
| Rekord olimpijski | Ada Kok     | 2:24,7  | Meksyk  | 24 października 1968 | [ 2 ] |

W trakcie zawodów ustanowiono następujące rekordy:
| Data       | Etap konkurencji      | Zawodniczka      | Czas    | Rekord |
| ---------- | --------------------- | ---------------- | ------- | ------ |
| 4 września | wyścig eliminacyjny 1 | Rosemarie Kother | 2:18,32 | OR     |
| 4 września | wyścig eliminacyjny 2 | Ellie Daniel     | 2:17,18 | OR     |
| 4 września | finał                 | Karen Moe        | 2:15,57 | WR     |

## Wyniki

### Eliminacje
| Miejsce | Wyścig | Zawodniczka         | Państwo           | Czas    | Uwagi |
| ------- | ------ | ------------------- | ----------------- | ------- | ----- |
| 1.      | 2      | Ellie Daniel        | Stany Zjednoczone | 2:17,18 | Q,    |
| 2.      | 4      | Karen Moe           | Stany Zjednoczone | 2:18,15 | Q     |
| 3.      | 1      | Rosemarie Kother    | NRD               | 2:18,32 | Q     |
| 4.      | 3      | Lynn Colella        | Stany Zjednoczone | 2:18,80 | Q     |
| 5.      | 4      | Helga Lindner       | NRD               | 2:20,00 | Q     |
| 6.      | 3      | Noriko Asano        | Japonia           | 2:20,09 | Q     |
| 7.      | 1      | Mayumi Aoki         | Japonia           | 2:23,01 | Q     |
| 8.      | 3      | Gail Neall          | Australia         | 2:23,21 | Q     |
| 9.      | 3      | Frieke Buys         | Holandia          | 2:24,20 |       |
| 10.     | 4      | Brigitte Mertz      | NRD               | 2:24,92 |       |
| 11.     | 4      | Sue Funch           | Australia         | 2:26,69 |       |
| 12.     | 2      | Jean Jeavons        | Wielka Brytania   | 2:27,59 |       |
| 13.     | 4      | Eva Sigg            | Finlandia         | 2:27,64 |       |
| 14.     | 4      | Ileana Morales      | Wenezuela         | 2:28,41 |       |
| 15.     | 2      | Eva Wikner          | Szwecja           | 2:29,03 |       |
| 16.     | 2      | Margrit Thomet      | Szwajcaria        | 2:29,21 |       |
| 17.     | 2      | Věra Faitlová       | Czechosłowacja    | 2:29,34 |       |
| 18.     | 2      | Moira Brown         | Wielka Brytania   | 2:30,08 |       |
| 19.     | 1      | Anca Groza          | Rumunia           | 2:30,32 |       |
| 20.     | 2      | Jennifer McHugh     | Kanada            | 2:30,36 |       |
| 21.     | 4      | Maria Isabel Guerra | Brazylia          | 2:32,60 |       |
| 22.     | 3      | Olga de Angulo      | Kolumbia          | 2:34,69 |       |
| 23.     | 1      | Grisel Mendoza      | Meksyk            | 2:35,85 |       |
| 24.     | 3      | Hsu Yue-yun         | Republika Chińska | 2:44,88 |       |

### Finał
| Miejsce | Zawodniczka      | Państwo           | Czas    | Uwagi |
| ------- | ---------------- | ----------------- | ------- | ----- |
| 1. !    | Karen Moe        | Stany Zjednoczone | 2:15,57 | WR    |
| 2. !    | Lynn Colella     | Stany Zjednoczone | 2:16,34 |       |
| 3. !    | Ellie Daniel     | Stany Zjednoczone | 2:16,74 |       |
| 4.      | Rosemarie Kother | NRD               | 2:17,11 | ER    |
| 5.      | Noriko Asano     | Japonia           | 2:19,50 | NR    |
| 6.      | Helga Lindner    | NRD               | 2:20,47 |       |
| 7.      | Gail Neall       | Australia         | 2:21,88 | OC    |
| 8.      | Mayumi Aoki      | Japonia           | 2:22,84 |       |